# Bilal Ibn Rabah
Bilal Ibn Rabah (født 580, død cirka 640), også kendt som Bilal Al-Habashi. Han var en af de mest loyale (sahaba) følgere af profeten Muhammed. Bilal Ibn Rabah var den første sorte mand, der konverterede til islam, og også den første, der kaldte menneskene til bøn som den første muezzin, udvalgt af Muhammed. Bilal Ibn Rabah blev født i Mekka, han døde i en alder af cirka 58 år.